# Радиационная авария
Радиацио́нная ава́рия — потеря управления над источником ионизирующего излучения, вызванная неисправностью оборудования, неправильными действиями работников (персонала), стихийными бедствиями или иными причинами, которые могли привести или привели к облучению людей выше установленных норм или к радиоактивному загрязнению окружающей среды.
Я́дерная ава́рия на атомной станции — авария, связанная с повреждением тепловыделяющих элементов, превышающим установленные пределы безопасной эксплуатации, и/или облучением персонала, превышающим допустимое для нормальной эксплуатации, вызванная:
- нарушением контроля и управления цепной ядерной реакцией в активной зоне реактора;
- реактивностная авария (p<β, где p — реактивность, β — доля запаздывающих нейтронов). Авария происходит вследствие разгона реактора на мгновенных нейтронах.
- образованием локальной критичности при перегрузке, транспортировке и хранении ядерного топлива;
- нарушением теплоотвода от ТВЭЛов.

Радиационные аварии подразделяют на три типа: локальные, местные и общие.

## Наиболее известные радиационные аварии
- Кыштымская трагедия, взрыв на хранилище радиоактивных отходов ПО «Маяк», 29 сентября 1957 года.
- Падение спутника «Транзит-5В» с ядерной энергетической установкой SNAP-9A на борту, 21 апреля 1964 года.
- Разрушение трёх ядерных бомб в деревне Паломарес (Испания), 17 января 1966 года.
- Разрушение четырёх термоядерных бомб в авиакатастрофе над Гренландией, 1968 год. Вообще известно примерно о 20 авиационных инцидентах в США с потерей и/или разрушением ядерного оружия.
- Радиоактивное заражение в Краматорске, начало 1980-х.
- Радиационная авария в бухте Чажма, 10 августа 1985 года.
- Радиологический инцидент в Гоянии, 1987 год.
- Многочисленные аварии на полигоне Санта-Сусанна[англ.]
- Инцидент в Нёноксе, 2019 год.

Ядерные аварии:
- Авария на реакторе в Виндскейле, Великобритания, 10 октября 1957 года.
- Авария на экспериментальном реакторе SL-1 в США, 3 января 1961 года.
- Авария на подлодке К-19, 3 июля 1961 года.
- Радиационная авария на заводе «Красное Сормово», 1970 год.
- Авария на АЭС Три-Майл-Айленд в США, 1979 год.
- Авария на Чернобыльской АЭС, 26 апреля 1986 года.
- Авария на АЭС Фукусима I в Японии 11 марта 2011 года.